# Списак девастираних православних цркава и манастира на Косову и Метохији 1999.
Списак девастираних православних светиња на Косову и Метохији 1999, је систематизован приказ свих српских цркава, манастира и других светиња разорених, оштећених, оскрнављених и опљачканих од јуна до октобра 1999. године по, по окончању НАТО бомбардовање СРЈ и доласка међународних снага КФОР-а на простор Косова и Метохије.
Каква год да је тренутна или будућа судбина, девастираних православних светиња на Косову и Метохији, с оне стране административне границе Србије и Косова и Метохије, овај списак девастираних манастира, цркава и споменика, живи у подсвести сваког православца, и говори о части и достојанству сваког хришћанина, који је те храмове изградио, као и њиховим подвизима којима је настојао да их још из периода Османлијског царства, сачува од заборава и срамоте и подлости других народа, који су уништили или у чијем присуству је настало разарање доле наведеног српског, али и светског, културног наслеђа.
Код свих ових девастираних православних светиња опљачкане су или спаљене и манастирске и парохијске зграде, и оскрнављена гробља. И поред критике међународне јавности до сада ниједан случај рушења цркава и манастира и других православних светиња из 1999. године није расветљен, нити и један кривац ухваћен. Напротив, напади се настављају, од који је један већих размера био марта 2004. године, а број страдалих светиња се непрестано повећава.
И поред напред наведеног понашања, Албанаца, у последње време су све учесталији захтеви да над српским светињама на Косову и Метохији титулар постане албанска власт и њена православна црква, учлањењем у УНЕСКО. То, нажалост, поново уноси страх од покушаја одузимања идентитета части и достојанства, код сваког хришћанина Православне вере на овом подручју Србије. На то упућује и чињеница да власт у Приштини, недвосмислено никада није осудила варварско уништавање српских цркава, манастира и гробаља 1999, 2004, па и касније.

## Услови који су владали на Косову и Метохији с краја 20. века
Друштвено-политичке промене које су уследиле пред крај 20. века, и бомбардовање територије СР Југославије 1999. године, довели су до готово потпуног исељења српског живља са територије Косова и Метохије, који је за собом оставио на милост и немилост албанских терориста у послератним условима, физички незаштићен велики број српских светиње, чије се рушење и скрнављење, догодило 1999. године у неколико наврата. Тако да је само у тој години запаљено, порушено или сравњено са земљом 76 српских православних светиња.
Након престанка бомбардовања СР Југославије 9. јуна 1999. године, војне снаге КФОР почеле су да улазе и размештају се на Косову и Метохији од 13. јуна 1999. године. Како се процес распоређивање мировних снага одвијао јако споро, настале су озбиљне последице по безбедност српског народа и његових материјалних добара и светиња.
Оставши физички незаштићени, бројни српски манастири, цркве и црквишта директно су били изложени албанском вандализму а свештенство које се у њима затекло злостављањима. Тако, већ 14. јуна почињу отмице и убиства Срба, и то уз присуство припадника КФОР-а. Међу првима су страдали јеромонах Серафим и монах Харитон. Овакво понашање КФОР-а имало је за последицу све веће исељавање Срба. За само неколико месеци исељено је више од 250.000.
Међу првим светињама које су страдале одмах по доласку КФОР-а, били су у Горњем Неродимљу, манастир Светог Уроша (14. век), у Биначу поред Витине, манастир Светог Арханђела Гаврила (14. век), у Доњем Неродимљу цркве Светог Стефана (14. век) и Светог Николе летњег.
Потом је следило скрнављење и разарање цркве Светог Марка Коришког (15. век) и цркве Светог Илије у Љубижди код Призрена (16. век), црква Светог Николе у Призрену (14 век), цркве Пресвете Богородице у Мушутишту.
Крајем јуна 1999. године демолирана је црква Светог Јована Претече у Самодрежи, црква Ваведења Пресвете Богородице у Белом Пољу код Пећи (14. век), пет цркава из 14. и 16. века, и око тридесет четири цркве из 19. и 20 века.
У јула и почетком августа 1999. године, злочини Албанаца над српским светињама се настављају: минирани су манастирска црква Свете Тројице у Мушутишту (14. век), цркве Светог Николе у Словињу (16. век), Светих Апостола Петра и Павла у Сувој Реци, цркве Светог Николе у Кијеву код Клине (14. век), и Светог Илије у Смаћу; оштећена је црква Свете Тројице у Житињу код Витине, Светог Спаса у Дворанима, Свете Тројице у Грмову код Витине, и Свете Петке у Клокоту. Првог августа подметнут је експлозив у катедралној цркви Христа Спаса у Приштини, и минирана је црква Ваведења Пресвете Богородице у Долцу код Клине.
За неколико месеци од доласка КФОР-а уништено је преко 100 цркава, манастира, црквишта и гробаља. Док су црквене драгоцености на Косову и Метохији из порушених и опљачканих светиња биле предмет илегалне трговине Албанаца и војника из састава КФОР-а.
Осим вредних литургијских предмета, уништаване су и читаве „галерије“ икона на иконостасима, дела најпознатијих иконописаца и сликара од 16 до 19. века. Број икона на једном иконостасу креће се у зависности од његове величине од 20 до 50, па чак и до 70. Најнижи просек на порушеним црквама и манастирима био је око 35 икона. Када се тај, најнижи број помножи са 76 порушених храмова, наведених на овој страници, добија се трагичан резултат, од више од 2.660 бесповратно несталих икона.

## Број девастираних православних светиња по зонама одговорности КФОР-а од јуна до октобра 1999.
| Број оскрнављених, уништених и опљачканих српских светиња од јуна до октобра 1999 године по зонама одговорности КФОР-а на Косову и Метохији |                                               |
| Зона одговорности | Број оскрнављених и уништених српских светиња |
| Сједињене Државе | 21                                            |
| Италија | 21                                            |
| Немачка | 19                                            |
| Уједињено Краљевство | 10                                            |
| Француска | 7                                             |
| Укупно | 78                                            |

## Девастиране православне светиње на Косову и Метохији од јуна до октобра 1999.
| Списак уништених православних храмова на Косову и Метохији од јуна до октобра 1999 године |                          |                                                        | | |
|                                                                                           | Слика пре и после рушења | Назив цркве                                            | Опис | Опис разарања |
| 1.                                                                                        |                          | Манастир Свете Тројице у Мушутишту                     | Манастир је највероватније изграђен с краја 14. века на брду Русинитса 2 km јужно од Мушутишта, мада се први пут спомиње 1465. године. О његовом постојању у каснијим периоду постоје само спорадични подаци, у којима је забележено да је с краја 1829. манастир опустео. Нешто касније 1837. године, манастир је обновљен прилозима призренских занатлија и прикључен поседима манастира Марка Коришког. Манастирска црква била је релативно мала, једнобродна грађевина, пресведена полуобличастим сводом са накнадно призиданом припратом. У манастиру су се чували древни манастирски рукописи из периода од 14. до 17. века, укључујући и Апостолске рукописе из 11. века. Манастир је поседовао и велики број икона насликаних на дрвету. | У јуну 1999, Пре доласка немачке дивизије КФОР-а у рејон манастира, прво у јуну 1999. манастирска црква је опљачкана, а потом 10. јула 1999. подметањем експлозива, од стране Албанаца, потпуно уништена. Ватра је након експлозије захватила и све зграде у манастирској порти у којима су уништени и сви древни рукописи и иконе, које су ту чуване. |
| 2.                                                                                        |                          | Црква Богородице Одигитрије у Мушутишту                | Црква је задужбина Јована Драгослава и његове породице и налазила се изнад села Мушутишта, десетак километара југоисточно од Суве Реке. Саграђена је 1315. о чему је сведочио натпис на надвратнику западног портала. Фрескодекорација је била само фрагментарно сачувана и то: четири архијереја насликаних у олтарском простору (укључујући једну од најстаријих представа Св. Климента Охридског) и неколико појединачних фигура у северозападном углу наоса (свете жене, ратници Теодори Тирон и Стратилат, анђели и Св. Пантелејмон). У манастирској цркви чуване су и две престоне иконе из 1603. Фреске у овој цркви, мада немају непосредних паралела, сврставане су међу најлепша остварења епохе краља Милутина. Претпоставља се да су изведене непосредно по завршетку градње, а најкасније до 1320. Храм је због оронулости, обновљен у другој половини 19. века. | После повлачења југословенских снага безбедности, исељавања локалних Срба и доласка немачких снага КФОР-а, црква Богородице Одигитрије је опљачкана и оскрнављена од стране локалних Албанаца. Свештеникова кућа и парохијски дом су опљачкани и запаљени, а црква је дигнута у ваздух и спаљена, а запаљени су и стари борови који су се налазили у црквеној порти.. |
| 3.                                                                                        |                          | Манастир Свети Марко Коришки                           | Манастир је изграђен на стени изнад корита реке Кориша, недалеко од Призрена. Према сачуваним документима, саградили су га Јона и Бранко Влахић 1467. године (који је био метох оближње велике испоснице Светог Петра Коришког). Манастир се први пут помиње 1520. у турским тефтерима. У 16. веку био је напуштен, да би у наредном 17. веку поново оживео и био насељен монасима. Године 1765. монах Неофит донео је у манастир „многе књиге и рукописе из Дечана“, око двадесетак рукописа и књига, међу којима је и познати Дечански канон. Године 1915, у току Првог светског рата, конаци су запаљени, а манастирска црква опљачкана. Један број монаха је пострадао, док су други принуђени да избегну. Овај злочин починили су локални Албанци из села Кабас. Након Првог светског рата, манастир је обновљен да би га албански балисти поново уништили на почетку Другог светског рата 1941. године. Након Другог светског рата црква је поправљена у више наврата, и поред тога што у манастиру није било монаха све до пред 1999. године када су по благослову епископа Артемија монашки живот обновили протосинђел Мирон Косац и јеромонах Амвросије. | У јуну месецу 1999. године, након доласка немачког КФОР-а, када су почели прогони српског становништва призренског крају, манастир је поново уништен. Црква и звоник су минирани, тако да је данас од ове древне светиње преостала само гомила камења. |
| 4.                                                                                        |                          | Манастир Светог Арханђела Гаврила (Бузовик)            | Манастир је саграђена у 14. веку, на 5 km од града Витина на извору реке Сушице. Познат је и под именом „Бинач“ и „Бузовик“. У древној манастирској цркви су постојале фреске у два слоја. Каснији слој, са сликама епископа, настао је у 16. веку. Године 1867, манастир су након убистава свештеника од стране Албанаца, напустили преживелих монаси. Почетком 20. века, манастир је обновљен. | Након завршетка НАТО агресије на Југославију, и доласка снага КФОР-а на овај просто, у другој половини јуна 1999, Албанаца су манастир оскрнавили и опљачкали. Унутрашњост манастирске цркве је спаљена, након повлачења америчког одреда КФОР-а, а манастирски објекти потпуно уништени експлозивом. |
| 5.                                                                                        |                          | Манастир Девич                                         | Манастир са својом црквом посвећеном Ваведењу Богородице, налази се око 5 km јужно од Србице. Његов данашњи изглед резултат је бројних рушења и доградњи кроз пет векова његовог постојања. Манастир је највероватније основао деспот Ђурађ Бранковић, који је, по предању из 1434. подигао цркву у спомен за оздрављење своје кћери девице - отуд и назив манастиру „Девички”. Манастир је био познат по; култу светог пустиножитеља Јоаникија Девичког (рођеног у 15. веку), и преписивачкој делатности у 16. веку. Турци су разорили манастир крајем 15. века. Обновљен је у време патријарха Макарија Соколовића, о чему сведочи фрескозапис из 1587. године. Фрагменти живописа из тог времена могу се видети у олтарском простору цркве и у капели, изнад кивота Св. Јоаникија. Манастир је страдао током Првог и Другог светског рата. Његова обнова започета је 1947. године. Живопис је рестауриран 1966. Том приликом су скинуте са зида и дислоциране уљане зидне слике настале у једној од обнова након 1863. године. | У ратним операцијама 1999. манастир је опљачкан, разбијена је плоча на кивоту Св. Јоаникија а иконе су оскрнављене. Марта 2004. манастир је поново оскрнављен и спаљен у присуству војника КФОР-а. Гробница Јоаникија Девичког је отворена и оскрнављена. |
| 6.                                                                                        |                          | Манастир светог Уроша                                  | Манастир светог Уроша или Црква Успења Пресвете Богородице саграђен је с краја 14. века, на падинама Нередичког брда, недалеко од Шајковца (Шареника) код Горњег Неродимља, западно од Урошевца. Према народној традицији, подигла га је царица Јелена после 1371. године и у њему је сахрањен њен син јединац и последњи српски цар, Урош (1355—1371). Манастир је 1584. године страдао, после чега је напуштен. Манастирска црква је, у доба патријарха Пајсија (1614—1647/1649), доживела обнову, тако да се у изворима из 17. века спомиње као црква светог Уроша. Током прве половине 19. века, црква је порушена и као такву је 1858. године помиње путописац Гиљфердинг. Крајем истог века отпочели су радови на обнови цркве, али су они, услед отоманских и албанских напада и сталних притисака, прекинути у висини крова. Остаци цркве су се од 1990. налазили под заштитом Републике Србије, као споменик културе од изузетног значаја, у склопу споменичке целине Споменици Неродимља. Средином деведесетих година 20. века довршена је обнова цркве и она је стављена под кров. | После окончања НАТО агресије на СРЈ 1999. године и доласка снага КФОРа на простор Косово и Метохију, црква је минирана и сравњена са земљом. |
| 7.                                                                                        |                          | Манастир и црква Светог Арханђела (Горње Неродимље)    | Средњовековни манастир и црква Светог Арханђела у селу Горње Неродимље, изграђена је у 14. веку. Осликана је фрескама у 14. и 15. веку (први слој). Обновљена је 1700. године. | Након доласка америчких снага КФОР-а 1999. црква је оштећена, спаљена и минирана од стране Албанаца. Прво је опљачкан и спаљен 22/23. јуна 1999. године, а потом су динамитом срушени до темеља, прво конак, а затим и црква, тако да су делови фресака били видљиви по рушевинама све до њиховог пропадања од невремена. Горостасно стабло црног бора које је посађено у време цара Душана (1336), посечено је и спаљено. Гробље је оскрнављено а надгробни споменици срушени.                                   |
| 8.                                                                                        |                          | Црква Светог Николе Летњег (Доње Неродимље)            | На старим темељима 1983. године подигнута је нова црква Светог Николе Летњег у Доњем Неродимљу, као једнобродна грађевина са олтарском апсидом и омањим кубетом. На западној страни цркве налазио се столетни храст испод кога су се верници окупљали и раније, док је црква била у рушевинама. | Након доласка америчких снага КФОР-а 1999. црква је оштећена, спаљена и минирана од стране Албанаца. Горостасно стабло црног бора које је посађено у време цара Душана, посечено је и спаљено. Гробље је оскрнављено а надгробни споменици срушени. |
| 9.                                                                                        |                          | Црква Светог Стефана у Доњем Неродимљу                 | Црква је из 14. века и налази се у долини реке Неродимке, на гробљу у Доњем Неродимљу пет километара западно од Урошевца. Црква је обновљена 1996. године | Након доласка америчких снага КФОР-а 1999. црква је оштећена, спаљена и минирана од стране Албанаца. |
| 10.                                                                                       |                          | Црква Богородичиног Ваведења у Долцу                   | Црква Ваведења Богородице (у народу звана Света Пречиста) у Долцу код Клине. Црква је једнобродна грађевина правоугаоне основе са полуобличастим сводом и полукружном апсидом. Сачувана су два слоја живописа; новији из 1620. године, и старији испод њега рађен крајем 14. века. Грубо су рестаурирани, нарочито у доњој зони јужног зида. Фрагменти старог живописа одликују се веома лепим цртежом и изнијансираним колоритом. Сличне квалитете има и новији живопис из 17. века. Сматра се да је ова црква старија од дечанске и саграђена је четири године пре Косовске битке (1389). | Јула месеца 1999, након доласка италијанских снага КФОР-а, албански екстремисти су цркву опљачкали а часну трпезу уништили у комаде. Црква је изнутра запаљена. Минирана је и сравњена са земљом почетком августа 1999. године. |
| 11.                                                                                       |                          | Црква Светог Николе у Словињу                          | Храм је саграђен у селу Словињу код Липљана у 16. веку. Први пут је порушен у 19. веку, а обновљен је 1996. године. | Након доласка британских снага КФОР-а, храм је у јуну 1999. прво разорен, од стране албанских екстремиста, а потом 17. јула 1999. миниран и уништили до темеља. |
| 12.                                                                                       |                          | Црква Светих Апостола Петра и Павла у Сувој Реци       | Храм је подигнут у Сувој Реци 1938. на источног крају варошице. Поред храма са куполом налазио се и звоник. | По доласку немачких снага КФОР у подручје Суве Реке јуна месеца, и преузима управе над градом од стране Албанаца, црква је демолирана и опљачкана. Дана 19. јула 1999 у један час ујутро црква је јаким експлозивом срушена до темеља. |
| 13.                                                                                       |                          | Црква Свете Тројице у Петричу                          | Црква Свете Тројице у селу Петрич на путу Пећ-Приштина саграђена је 1992. године као донација породице Карић. | Након доласка италијанских снага КФОР-а, црква је демолирана и оскрнављена крајем јуна 1999 од стране Албанаца. |
| 14.                                                                                       |                          | Црква Ваведење Пресвете Богородице у Белом Пољу        | Црква је лоцирана је у подножју планинског венца Плеш-Копривник, на десној страни речице Каменице-Сушице, у селу Бело Поље, јужно од града Пећи, у Метохији. Једини податак који временски одређује подизање првобитне цркве у 14. век је помињање села у коме се црква налази, Бело Поље, у Повељи Стефана Дечанског из 1327. године као и надгробна мермерна плоча са уклесаним натписом из 14. века накнадно уграђена у под цркве. Старија црква је порушена у неком од периода турске окупације ових простора а новија, садашња, подиже се по жељи и уз материјалну помоћ руске царице Марије Александровне у времену 1866-1868. године. Њена изградња је потпомогнута и трудом дечанског архимандрита Кирила Андрејевића, житеља из места и еснафских удружења из Пећи и Скадра. У цркви се налазила и збирка од 30 икона, непроучених и необјављених, са натписима на српскословенском и грчком језику а има и натписа на арабици и турском језику. Посебно значајну групу чини збирка од 6 икона насталих у периоду од 17. до 19. века као важан прилог за упознавање рада пећко-дечанске иконописачке школе познијег периода. | Црква и село су 1999. године спаљени, прозори полупани, намештај, иконостас и црквене сасуде поломљени, оштећена улазна врата на обе стране. Овом приликом највећа оштећења је претрпео живопис, сада прекривен дебелим слојем чађи и гарежи као и иконостас коме недостаје крст, 13 икона из трећег реда и парапетне плоче из првог реда. Црква је делимично обновљена крајем 2003. године да би марта 2004. године и црква и село поново били спаљени.                                                          |
| 15.                                                                                       |                          | Саборни храм Светог Уроша у Урошевцу                   | Саборни храм Светог Краља Уроша у граду Урошевцу (1929—1933). Пројекат је израдио скопски архитекта Јосиф Михаиловић. Збирка икона припада средњовековном српском иконопису. Међу њима је икона Свете Тројице коју је осликао 1896. зограф Јосиф Радевић из Лазаропоља. Црква има заветни дискос из 1909. док су, кандило и звона из 1912. дар крагујевачких жена. | Црква је опљачкана потом запаљена од стране албанских екстремиста након доласка америчких снага КФОР-а у Урошевац, крајем јуна 1999. |
| 16.                                                                                       |                          | Црква Светог Илије у Вучитрну                          | Црква је изграђена 1834. године на источном крају града Вучитрна где су пронађене закопане црквени предмети. Слике на зидовима цркве осликао је 1871. зограф Блажа Дамњановић из Дебра. | У присуству снага француског КФОР-а црква је оскрнављена у јуну 1999, а свештеничка кућа је опљачкана и оштећена. |
| 17.                                                                                       |                          | Црква Светог Јована Претече у Самодрежи                | Црква Светог Јована Претече у Самодрежи код Вучитрна опевана је као бела црква Самодрежа у којој је Свети Кнез Лазар уочи косовског боја 1389. године причестио српске витезове. Године 1932. на остацима старе подигнута је нова Самодрежа од белих мермерних тесаника по пројектима професора Београдског универзитета Александра Дерока и П. Поповића. Фреске у новој Самодрежи осликао је познати сликар и песник Живорад Настасијевић 1932. године. Албанци су 1981. године оскрнавили цркву и оштетили фреске. | Крајем јуна 1999. након доласка француских снага КФОР-а, црква је оштећена и запаљена изнутра од стране албанских екстремиста. „Кров ове цркве је уништен. Над олтарском апсидом је пробијена велика рупа, стакла на прозорима и врата су поломљени, звоник и зид око цркве су порушени а унутрашњост је претворена у јавну депонију и тоалет.“ |
| 18.                                                                                       |                          | Црква Свете Параскеве у Дрснику                        | Црква Свете Параскеве раније је била посвећена Светом Николи у Дрснику код Пећи, је једнобродна грађевина правоугаоне основе, засведена полуобличастим сводом. На источној страни цркве је полукружна апсида. Кров цркве је на две воде, покривен каменим плочама. Структура зидова је од неправилних слојева камена и малтера. Стари живопис је доста оштећен. Црква је обновљена седамдесетих година 19. века века из којег је периода сачуван и живопис који се истиче веома добрим цртежом и снажним колоритом. Техника рада је добра и фреске су и поред сталних киша и снегова као и недаћа којима су биле изложене, доста добро очуване. Два мермерна крста су декоративно обрађена и постављена на источном и западном темену крова. | У јуну 1999. године, након доласка италијанских снага КФОР-а, Албанци су демолирали, запалили и експлозивом тешко оштетили цркву. |
| 19.                                                                                       |                          | Богородичина црква у Наклу                             | Богородичина црква у селу Накло код Пећи саграђена је 1985. године. | Након доласка италијанских снага КФОР-а, црква је опљачкана и потом спаљена од стране албанских екстремиста. |
| 20.                                                                                       |                          | Црква Свете Тројице у Великој Реци                     | Црква Свет Тројице у селу Велика Река код Вучитрна саграђена 1997. ктиторски је рад Димитрија Љиљка, саграђена по пројекту архитекте Љиљане Љиљак. | Црква је демолирана, обесвећена и запаљена од стране албанских екстремиста у јуну 1999. године, након доласка француских снага КФОР-а. |
| 21.                                                                                       |                          | Црква Светих Апостола у Петровцу                       | Црква Светих Апостола у Петровцу код Косовске Каменице | Црква је демолирана и спаљена од стране албанских екстремиста, а након доласка америчких снага КФОР-а. |
| 22.                                                                                       |                          | Црква Свете Богородице у Подгорцу                      | Црква Свете Богородице у селу Подгорце код Витине, обновљена је и освећена 1996. године. | Црква је опљачкана и спаљена од стране албанских екстремиста, након доласка америчких снага КФОР-а. |
| 23.                                                                                       |                          | Црква Зачећа Светог Јована Претече у Пећкој Бањи       | Црква Зачећа Светог Јована Претече и Кума Божијег у Пећкој Бањи ктиторија је породице Рајовић изграђена 1998. године. Црква је пројектована са основом у сложеном облику, у три целине; три звоника са правоугаоном базом, припратом и наосом у облику развијеног уписаног крста у комбинацији са триконхосом и олтарским простором. Основа развијеног уписаног крста цркве није потпуна зато што са источне стране има скраћени травеј који се одмах наставља на простор централне апсиде, проскомидије и ђаконикон са обе стране. Звоници су у основи отворени на четири стране и спојени таваничном плочом галерије. Аутори пројекта су Љубиша Фолић и Радомир Фолић. Храм је живописао Драгомир Јашовић, иконописао Павле Аксентијевић, мозаик урадио Здравко Вајагић, полијелеј и крстове израдио Бане Ракалић. Звона су изливена у Ливници „Поповић“. | Црква је оштећена и са унутрашње стране паљена од стране албанских екстремиста, након доласка италијанских снага КФОР-а. |
| 24.                                                                                       |                          | Црква Светог Николе у Ђураковцу                        | Мала гробљанска црква у Ђураковцу у општини Исток била је подигнута на темељима старије грађевине из 14. века, о чему сведочи надгробна плоча из 1362. године на којој се помиње извесни Данило, као могући ктитор цркве. Црква са кровом од камених плоча била је једнобродна грађевина са полуобличастим сводом зидана од притесаног и ломљеног камена утопљеног у малтер. Обновљена је 1592. године, када је и осликана, од стране Милије зографа. Слике су обновљене 1863. године, а архитектонска обнова је укључила и подизање дрвене припрате. Конзерваторски радови на архитектури, живопису и иконостасу обављени су 1968. године. | Након доласка италијанских снага КФОР-а, црква је демолирана, минирана и срушена у јулу 1999. од стране Албанаца. Царске двери и две престоне иконе са иконостаса, извађене су из рушевина, чувају се у манастиру Пећка патријаршија. |
| 25.                                                                                       |                          | Саборни храм Свете Тројице у Ђаковици                  | Саборни храм у Ђаковици саграђен је 1999. године на темељима петокуполне спомен цркве. Стара црква је била предвиђена за маузолеј и похрањивање земних остатака изгинулих, побијених и смрзнутих у ратовима 1912-1918. године. Та црква је завршена 1940. године, срушена од безбожника 1949. године на дан Св. Саве. После педесет година, поново на том истом месту нови храм доживљава идентичну судбину: прво бива оскрнављен, потом запаљен, да би на крају био миниран и порушен 24/25. јула 1999. године. Храм у Ђаковици је био један од најлепших новоизграђених храмова. Унутрашња организација простора предвиђала је комбинацију неколико различитих типова основа централног плана. Основни корпус је у облику уписаног крста са централном куполом и четири мање куполе у угаоним, нижим травејима. Тиме је постигнута духовна веза са највећом црквом манастира Св Арханђела код Призрена. Додатни бочни простори дају основни облик слободног крста као асоцијације на велике апостолионе ранохришћанског периода као што су: Св Јован у Ефесу и Св Апостоли у Цариграду из времена Јустинијана. Попречним крацима додане су бочне апсиде, тако да је успостављен континуитет са архитектуром из доба Кнеза Лазара. Аутори пројекта су Љубиша Фолић и Радомир Фолић. | Одмах по доласку снага италијанског КФОР-а локални албански екстремисти почели су да скрнаве цркву која се налази у строгом центру града. Вредни грчки мозаик Свете Тројице изнад главног портала је разбијен у парампарчад. Унутрашњост цркве је запаљена и оскрнављена изметом. Свуда по зидовима цркве могли су се видети графити ОВК и вулгарни цртежи. Коначно, ова мученичка црква је уништена стотинама килограма снажног експлозива 24/25. јула 1999, и поред сталног апела да КФОР обезбеди ову светињу. |
| 26.                                                                                       |                          | Црква Светог Николе у Осојану                          | Црква Светог Николе - Никољац је на ливади на брежуљку у старом српском селу Осојане у долини реке Кујавче, осам километара југоисточно од Истока. Место Осојане се помиње у повељи краља Милутина из манастира Бањска 1314. године. | Албански екстремисти су цркву озбиљно оштетили и оскрнавили, након доласка италијанских снага КФОР-а. |
| 27.                                                                                       |                          | Црква Светог пророка Илије у Бистражину                | Црква у Бистражину зидана је од делимично тесаног камена са звоником на западној страни. Подигнута је између два светска рата на темељима старог црквишта. Албански нацисти су је спалили и разорили априла 1941. године. Црква је обновљена 1991. | Албански екстремисти су цркву озбиљно оштетили ручним бомбама у јуну 1999, након доласка италијанских снага КФОР-а. |
| 28.                                                                                       |                          | Црква Светог Димитрија у Сиги                          | Храм Светог Димитрија у Сиги код Пећи, обновљен је 1937. године на темељима старе цркве са призиданом припратом за коју се сматрало да је била старија од Дечана. У старини је нађен примерак стојећег свећњака од кованог гвожђа. Токо рата 1941. балисти су демолирали храм. | Храм је потпуно срушен у 1999. у јулу месецу од стране Албанаца, након доласка снага италијанског КФОР-а. |
| 29.                                                                                       |                          | Парохијска црква Светог Илије у Жегру                  | Парохијска црква Светог Илије у селу Жегра код Гњилана саграђена је 1931. године | Након доласка америчких снага КФОР-а, црква је покрадена и оскрнављена а затим спаљена (кров срушен), од стране локалних Албанаца у јуну 1999. Тада су спаљене и две црквене зграде, а црквеном гробљу срушени су крстови и споменици. |
| 30.                                                                                       |                          | Црква Светих Врачева Козме и Дамјана у селу Новаке     | Црква Светих Врачева у селу Новаке код Призрена, потиче из средњег века а обновљена 1991. године. | Након доласка немачких снага КФОР-а, Албанци су цркву демолирали и запалили. Покушано је и минирање, гробова око храма. |
| 31.                                                                                       |                          | Црква Ваведења пресвете Богородице у Великом Крушеву   | Црква Ваведења пресвете Богородице у Великом Крушеву код Пећи (стара, обновљена). | По доласку италијанских снага КФОР-а, црква у Крушеву код Пећи (стара, обновљена), проваљена је и обесвећена, а затим делимично спаљена од стране албанских екстремиста. |
| 32.                                                                                       |                          | Манастир Зочиште                                       | Манастир Зочиште или Манастир Светих врача Козме и Дамјана, налази се у месту Зочиште, 5 југоисточно од Ораховца. Село и манастир су добили име по извору лековите воде за очи. Саграђен је у 14. веку, у време владавине Немањића, на остацима старе византијске светиње, али је његов ктитор непознат. У последњим истраживањима, на месту данашњег храма су пронађени ранохришћански надгробни споменици из 4. века, као и керамика из 3. и 4. века. Први писани помен манастира је у даровној повеље Стефана Дечанског из 1327. године. Најстарије очуване фреске у цркви, која потиче из периода оснивања, су из 14. века. Манастир је поседовао минеј из 15. века, који се чувао Народној библиотеци , уништеној 6. априла 1941. године, приликом бомбардовања. | У септембру 1999. године Цркву Св. Врача Бесребреника Кузмана и Дамјана, након доласка немачких снага КФОР, припадници ОВК су минирали, а приликом експлозије уништене су многе вредне фреске, иконе и други предмети, као и српско гробље, околне куће мештана. Монаси су евакуисани у последњем тренутку. |
| 33.                                                                                       |                          | Црква Светог Јована у Грмову                           | Парохијска црква Светог Јована у селу Грмово налази се четири километра западно од Витине. | Најпре је спаљена, а потом потпуно срушена експлозивом 25. јула 1999 од стране албанских екстремиста након доласка америчких снага КФОР-а |
| 34.                                                                                       |                          | Црква Светог Николе у Кијеву                           | Црква Светог Николе налази се у селу Кијеву у Прекорупљу 15 километара југоисточно од Клине. Црква је из 14. века. Једнобродна је грађевина са полуобличастим сводом и полукружном апсидом. На цркви је дозидана пространа припрата која је осликана 1602. године. Три кадионице из 17. века, девет икона из друге половине 16. века, међу њима је и икона Светога Апостола Томе са веома ретком представом његовог стојећег лика - сцена из његовог житија. Црква је имала и богатију збирку рукописних књига. Звоник је дозидан уз цркву у 19. веку. | Албански екстремисти су цркву минирали у јулу 1999. године након доласка италијанских снага КФОР-а. Црква је срушена до темеља а на гробљу су срушени крстови и споменици. |
| 35.                                                                                       |                          | Црква Светог Јеванђелисте Марка у Клини                | Црква Светог Јеванђелисте Марка подигнута је у Клини (Метохија) на темељима старе цркве Свете Пречисте - Ваведење Пресвете Богородице. | Албанци су разорили храм и иконе 1999, након доласка припадника италијанског КФОР-а |
| 36.                                                                                       |                          | Црква Светог Николе у Љубижди                          | Црква у селу Љубижда саграђена у 14. веку, а обновљена 1867. године. Цркву је осликао је Галички зограф Василије Крстић из чувене Дебарске породице Даскаловић-Ђиновски. Црква је једнобродна са полуобличастим сводом и проширеном припратом. У њу су пренете иконе из суседних порушених цркава међу којима и двојна икона Благовести и сусрета Јоакима и Ане из 14. века. Двери цркве су из 16. века. У цркви се чува неколико клепала, литијумска икона Богородице са везеним ланеним платном дугим 7 до 8 м, дрвени путир, црквене књиге, престоне иконе, икона-триптихон, осмострана певница инкрустрирана седефом и коштаним плочама, бакарна крстионица, филигрански крст са натписом из 19. века. | Опљачкана, демолирана, унутра паљена од стране албанских екстремиста, након доласка немачких снага КФОР-а. Парохијски дом је опљачкан и спаљен. |
| 37.                                                                                       |                          | Црква Светог пророка Илије у Љубижди                   | Црква у Љубижду у призренском подгору је четири километра североисточно од Призрена. Обновљена је 1979. године на старим темељима цркве из 16. века. | Од стране албанских екстремиста црква је опљачкана, демолирана, унутра паљена и минирана, након доласка немачких снага КФОР-а. Хришћанско гробље око ње је порушено. |
| 38.                                                                                       |                          | Црква Свете Петке у Добрчане                           | Црква Свете Петке у селу Добрчане налази се 10 км источно од Гњилана, на путу за Каменицу. Саграђена је после Првог светског рата. | Након доласка америчких снага КФОР-а, албански екстремисти су спалили цркву, кров пао унутар цркве. |
| 39.                                                                                       |                          | Саборни храм Христа Спаса у Приштини                   | Саборни храм Христа Спаса у Приштини (новосаграђена), једнокуполна грађевина на основи облика уписаног крста са триконхоса. Тако типолошко одређење храма, као грађевине централног типа, јавља се у најранијем периоду средњег века, посебно у Византији. Аутор пројекта је архитекта Спасоје Крунић. | У присуству британских снага КФОР-а у Приштини, најпре је покушано паљења цркве од стране албанских екстремиста у јуну месецу. Дана 1. августа 1999. у 1 час подметнут је експлозив на четири места, два нису експлодирала. Структура цркве је озбиљно нарушена. |
| 40.                                                                                       |                          | Црква Светог Илије у Смаћу                             | Црква је из 1994. а налази се селу Смаћу у призренском пољу десет километара северно од Призрена. Ктиторија Живка Ђорђевића. Аутор пројекта Милосав Лукић. | Након доласка немачких снага КФОР-а, црква је паљена, демолирана и минирана изнутра у јулу 1999. године од стране албанских екстремиста (на сву срећу сви пакети динамита нису експлодирали). |
| 41.                                                                                       |                          | Црква Светог Василија Великог у Србици                 | Црква Светог Василија Великог, у селу Србица код Призрена саграђена је 1863. године, на јужном брежуљку између 8 столетних дудова над развалинама старе цркве. Црква је једнобродна, у њој се налазила збирка икона и књига из 18. и 19. века. | Прво је спаљена а затим порушена од стране албанских екстремиста, након доласка немачких снага КФОР-а. |
| 42.                                                                                       |                          | Црква Свете Петке у Заскоку                            | Црква Свете Петке у селу Заскок код Урошевца | Минирањем је срушена од стране албанских екстремиста и поред присуства снага америчког КФОР-а. |
| 43.                                                                                       |                          | Црква Светог Николе у Гатњу                            | Црква Светог Николе у селу Гатње код Урошевца, источно од садашње Горње Махале. Изграђена је на старим темељима као нова црква 1985. године. | Албанци су цркву опљачкали а потом разрушили у лето 1999. |
| 44.                                                                                       |                          | Црква Пресвете Богородице у Доњем Неродимљу            | Црква се налазила у долини испод села Доње Неродимље на брду Главица. Саграђена је 1925. године, на остацима старије цркве истог имена. Албанци су 1982. године насилно провалили у храм и оскрнавили реликвије. | Крајем јуна 1999. црква је потпуно разорен од стране Албанаца. |
| 45.                                                                                       |                          | Црква Светог Илије у Некодиму                          | Црква Светог Илије у селу Некодим је на два километра југоисточно од Урошевца. Подигнута је на старим темељима и обнова и проширена 1975. године. | Током 1999. Цркву су опљачкали и порушили Албанци и поред присуства снага америчког КФОР-а. |
| 46.                                                                                       |                          | Црква Светих апостола Петра и Павла у Талиновцу        | Црква светих Апостола Петра и Павла у Талиновцу, налази се два километра северно од Урошевца. | Након доласка америчких снага КФОР-а, црква је демолирана и са унутрашње стране спаљена од стране албанских екстремиста. Гробље око цркве је порушено. |
| 47.                                                                                       |                          | Црква Свете Тројице у Бабљаку                          | Црква Свете Тројице је у селу Бабљак око осам километара северно од Урошевца. Стару цркву су сељани обновили и уз цркву 1966. подигли звоник. | Цркву су демолирали и запалили албански екстремисти након доласка америчких снага КФОР-а. |
| 48.                                                                                       |                          | Црква Рођење Пресвете Богородице у Софтовићу           | Црква Рођења Пресвете Богородице у селу Софтовић је подигнута шест километара североисточно од Урошевца између два светска рата. | Цркву су демолирали и запалили албански екстремисти након доласка америчких снага КФОР-а, |
| 49.                                                                                       |                          | Црква Светог пророка Илије у Качанику                  | Црква је подигнута 1929. године у Качанику као складан спој пропорција и фасаде Каленића и Грачанице. У основи је равнокраки крст у комбинацији са триконхалним тространим апсидама и кубетом на квадратном постољу. Фасада је комбинација три реда опеке и тесаника украшена архивалтама са венцима од тестерасто постављених опека и резбареним розетама на прозорима. Камени резани крст на кубету и онај изнад портала направљени су у стилу моравске школе. Видљиви су и богато украшена розета и архиволти изнад улаза. Патријарх Варнава још као скопски митрополит поклонио је цркви звоно. Аутор пројекта је Милан Коруновић, српски архитекта прве половине 20. века века. | Црква је оштећена, оскрнављена и запаљена изнутра од стране албанских екстремиста, након доласка америчких снага КФОР-а. |
| 50.                                                                                       |                          | Црква Пресветле Богородице у Кориши                    | Црква Покрова Пресвете Богородице је у засеоку Кориша је на крајњем источном делу Призрена. Црква је једнобродна грађевина покривена каменим плочама. У апсиди цркве очуван је живопис који по својим стилским особинама припада 16. и 17. веку. Остаци фресака су били прилично добро очувани, осим Богородице са Христом која је изрешетана мецима екстремиста. У цркви је било и икона и сасуда из 19. века века. | Црква је срушена до темеља, као и старо црквиште од стране албанских екстремиста, након доласка немачких снага КФОР-а. Уништено је и хришћанско гробље поред цркве. |
| 51.                                                                                       |                          | Црква Светог Јеремије у Гребнику                       | Црква у Гребнику подигнута 1920. године на темељима старог црквиште на месту Кучине, 5 км југоисточно од Клине. У Девичком катастиху 1765/76. помињу се Срби Гребничани као дародавци. Око цркве је неколико столетних дубова и старо гробље. | Црква је срушена до темеља и терен поравнат булдожером од стране албанских екстремиста, по доласку италијанских снага КФОР-а |
| 52.                                                                                       |                          | Црква Светог Кнеза Лазара у Кошу                       | Црква са звоником посвећена Видовдану и Светом Кнезу Лазару подигнута је 1969. године у селу Кош са леве стране реке Кујавче 12 км југоисточно од Истока. Село се помиње у Светостефанској хрисовуљи краља Милутина 1314. У Девичком катастиху од 1761. до 1780. помињу се дародавци Срби Кошани | На старом гробљу камене крстаче и надгробне плоче су поломљене од стране албанских екстремиста, врата су разваљена и унутрашњост цркве је демолирана, након доласка италијанских снага КФОР-а. |
| 53.                                                                                       |                          | Црква Свете Тројице у Житињу                           | Црква Свете Тројице у Житињу код Витине, подигнута 1980. године на темељима старе цркве Свете Богородице. Мештани су поставили звоно и уградили нови иконостас. При обнови у остацима старе цркве нађен је оштећен стари натпис који је узидан у нову цркву. У поменику манастира Свете Тројице у Мушутишту уписани су у 16. веку дародавци из овог села. | Након доласка америчких снага КФОР-а Албанци су покушали да запале цркву 19. јула 1999. кроз прозоре који су оштећени. |
| 54.                                                                                       |                          | Црква Свете Петке у Клокоту                            | Црква Свете Петке поред Витине је стара, обновљена светиња изнад српског села Клокот. Село је познато по изворима минералне воде и Клокот бањом. Налази се шест километара северно од Витине. Помиње се у Повељи Кнеза Лазара издатој 1381. манастиру Раваница. | Унутрашњост цркве је спаљена 27. јула 1999. године, потом минирана од стране албанских екстремиста након доласка британских снага КФОР-а. |
| 55.                                                                                       |                          | Црква Светог Лазара у Белици                           | Црква Светог Лазара је поред речице Беличнице у селу Белица у Кујавчи 13 км југоисточно од Истока. Подигнута у 14. веку, обнављана у 16, 17, 18. и 20. веку (1966—1968). Лазарица је једнобродна и засведена црква испред које постоје остаци припрате. Око цркве је старо и ново гробље. | Цркву су опљачкали албански екстремисти, а затим је запаљена након доласка италијанских снага КФОР-а. |
| 56.                                                                                       |                          | Црква Светог пророка Илије у Помазатину                | Црква се налази у Помазатину на левој обали Дренице, дванаест километара западно од Приштине. Подигнута је 1937. године, а први пут срушене 1941. Обновљена је 1964. У периоду 1982-1985. на цркви су ломљени врата и прозори. | На крову и са унутрашње стране паљена и делимично рушена минирањем након доласка британских снага КФОР-а. |
| 57.                                                                                       |                          | Црква Светог Ђорђа у Руднику                           | Црква Светог Ђорђа је из 14. века, а обновљена је у 16. веку у доба патријарха Макарија Соколовића из ког времена потиче и живопис. Источно од цркве је више стотина година старо дрво шам-дуда који је засадио Свети Сава доневши садницу са Сиона. | Средином августа 1999 црква је демолирана и са унутрашње стране паљена. Потом је експлозивом срушен камени свод крова и југоисточни део олтара а звоник спаљен након доласка француских снага КФОР-а. |
| 58.                                                                                       |                          | Црква Свете Тројице у Доњем Ратишу                     | Црква у Доњем Ратишу код Дечана, је стара црква, обновљена 1935. Уништена је од стране Албанаца 1941. а обновљена 1992. Над њом су од 1996. до 1998. седам пута покушавали диверзију. | Црква је данас спаљена и потпуно срушена експлозивом након доласка италијанских снага КФОР-а. |
| 59.                                                                                       |                          | Црква Светог Апостола Луке у Витомирици                | Црква је саграђена 1912. у Витомирици 5 км североисточно од Пећи, као једнокуполна грађевина, зидана од Бањског мермера у облику триконхоса. Поред цркве било је и лепо уређено сеоско гробље | Након доласка италијанских снага КФОР-а црква је демолирана, оскрнављена, изнутра спаљена и потпуно срушена. |
| 60.                                                                                       |                          | Црква Светог пророка Илије у Подујеву                  | Црква у Подујеву подигнута на брду Мерђез после Првог светског рата, 1930. За време Другог светског рата Албанци су срушили кубе и цркву оскрнавили. После више оправки црква је коначно обновљена 1971. године. | По доласку британских снага КФОР-а црква је демолирана, оскрнављена а њена унутрашњост спаљена. |
| 61.                                                                                       |                          | Црква Светих апостола Петра и Павла у Горњој Пакаштици | Црква Светих апостола Петра и Павла у селу Горња Пакаштица поред Подујева, „Краљева црква“ на брду Краљевици, Горња Пакаштица, села удаљеног 10 км од Подујева. Ктиторија, задужбина Краља Милутина (1282 - 1321) из 14. века. На темељима старе цркве 1925. године подигнута нова. | Црква је оштећена и оскрнављена а крстови и гробови демолирани након доласка британских снага КФОР-а. |
| 62.                                                                                       |                          | Параклис на српском гробљу у Косовској Митровици       | Параклис је сазидан на старом црквишту, на садашњем српском гробљу у Косовској Митровици, на излазу из града. | Крстови и гробнице су демолиране по доласку француских снага КФОР-а, а параклис је оскрнављен. |
| 63.                                                                                       |                          | Црква Светих апостола Петра и Павла у Истоку           | Црква се налази у Истоку, у долини поред реке, подигнута је 1929. године. Добротом патријарха Варнаве израђен је иконостас. У цркви су током Другом светског рата (1943—1944) Албанци држали заточене Србе из истока, Драгољевца, Коврана и других села и одатле их интернирали у радне логоре у Албанији и по острвима Италије. Парохијска зграда је тада служила и као затвор. | Црква је спаљена и оскрнављена након доласка италијанских снага КФОР-а. |
| 64.                                                                                       |                          | Црква Светог Николе у Призрену                         | Црква Светог Николе (Рајкова) налази се у Призрену. Цркву је 1348. цар Душан приложио манастиру Светог Арханђела. Задужбина је призренског властелина Рајка Киризлића чији се син Богдан помиње у писаним призренским изворима 1361. и 1368. Црква је верску службу служила до 1795. када је опљачкана од стране Махмуд-паше Бушатлије. Обновљена је 1857. У цркви су сачуване најстарије призренске иконе Богородице Одигитрије из средине 14. века као и икона „Светог Илија у пећини“из 16. века. | И поред присуства немачких снага КФОР-а у Призрену црква је минирана са двадесет мина од којих је пет експлодирало и знатно оштетило цркву. Потом је црква сасвим срушена. |
| 65.                                                                                       |                          | Црква Светог Спаса у Дворанима                         | Црква Светог Спаса у Дворанима код Мушутишта испод планине Русинице, око седам километара југоисточно од Суве Реке. У Поменик манастира Свете Тројице 1465. уписани су Срби дародавци из Дворана. На икони из 1603. је запис приложника. | Црква је срушена у лето 1999. у присуству немачких снага КФОР-а |
| 66.                                                                                       |                          | Црква Светог Илије у Локвици                           | Црква Светог Илије се налази у селу Локвица у источном Подгорју планине Цвилена, осам километара југоисточно од Призрена. Изграђена је на темељима старије цркве из 1866. У њој се налази збирка икона из 18. века. Село помиње краљ Драгутин (1276—1282), краљ Милутин 1308. и цар Душан 1348. | Црква је оскрнављена и минирана по доласку немачких снага КФОР-а. |
| 67.                                                                                       |                          | Црква Светог Кнеза Лазара у Пискотама                  | Црква се налази у Псикотама на српском гробљу код Ђаковице. Црква је једнокуполни храм који је грађен од 1991-1994. по пројекту архитекта Љубише Фолића. | По доласку италијанских снага КФОР-а црква је делимично оштећена, мозаик разбијен, а иконе и иконостас покрадени. Парохијски дом је запаљен, а крст на куполи је уништен од стране Албанац. |
| 68.                                                                                       |                          | Црква Свете Петке у Биначу                             | Црква Св. Петке у Биначу налазила се на четири километра јужно од Витине. На гробљу, на старим темељима, 1973. године подигнута је нова црква. | Цркву су разрушили експлозивом припадници ОВК у присуству америчких снага КФОР-а. |
| 69.                                                                                       |                          | Црква Свете Петке у Гојбуљу                            | Црква Свете Петке у Гојбуља се налази у подножју Копаоника, три километра североисточно од Вучитрна. Црква је надзидана на сеоском гробљу, на старим остацима зидова висине1-2 метра, августа 1986. године с очуваним старим луком изнад западног портала. Црква је правоугаоне основе са полукружном апсидом и малом припратом. На старим зидовима сачувани су трагови фреско-малтера. | Након доласка француских снага КФОР-а црква је демолирана, опљачкана, оскрнављена и запаљена, а Парохијски дом опљачкан, од стране Албанских екстремиста у јуну 1999. |
| 70.                                                                                       |                          | Црква Светог Николе у Штимљу                           | Црква је подигнута 1926. на темељима старије гробљанске цркве, на источној страни Штимља, 29 километара југозападно од Приштине, у подножју Црнољева и раскршћа путева за Призрен, Урошевац и Липљан. Источно од цркве су три надгробна споменика, старости преко 250 година. У 20. веку у порти цркве деловала је Српска школа. | И поред присуства снага британског КФОР-а, храм је оскрнављен и разорен. |
| 71.                                                                                       |                          | Црква Светог Арханђела Михаила у Штимљу                | Црква Светог Архангела Михаила изграђен је на брегу изнад Штимља (1920—1922) на темељима старе цркве. Црква је посвећена српским ратницима из Првог светског рата. Пројекат је урадила прва жена архитекта у Србији, Јелисавета Начић. Цркву је подигло друштво „Кнегиња Љубица“. Сликар Урош Предић иконописао је Светог Саву и Стевана Немању. Поред цркве је подигнут дом милосрђа за незбринуте девојке. Црква је темељно реновирана 1977. године. | У присуству снага британског КФОР-а храм је оскрнављен и запаљена. На зидовима су остали само трагови фресака, ниједна цела није претекла уништавању: у неколико наврата; 1999. године и 17. марта 2004. када је црква спаљена и демолирана. И тако све до јулског пустошења 2012. године када су Албанци поново уништили цркву. Тада је однет кров са цркве, поразбијани су прозори и врата, унутрашњост цркве је опљачкана, а из зидова су ишчупани електрични каблови.                                         |
| 72.                                                                                       |                          | Црква Светог Спаса у Призрену                          | Црква Св. Спаса у Мецићевој махали у призренском подгору под планином Икона, једанаест километара југоисточно од Суве Реке. | Храм опљачкан, оскрнављен и запаљен по доласку немачких снага КФОР-а 1999. |
| 73.                                                                                       |                          | Црква Свете Петке код села Мушутиште                   | Црква је посвећена Светој Петки. Налазила се на удаљености од око једног километра од села, на пољу званом Макиш. | Храм је опљачкан, оскрнављен и запаљен по доласку немачких снага КФОР-а 1999. |
| 74.                                                                                       |                          | Црква Светог Архангела у Мушутишту                     | Црква Светог Архангела налази се у селу Мушутиште на око десетак километара југоисточно од Суве Реке, на валовитом и брдовитом терену испод планине Пресла. Заједно са још девет цркава опслуживала је осам махала: Горњу, Доњу, Ковачеву, Битићеву, Рамићеву, Пашину, Мицићеву и Драгићеву маáлу. Сачувало се предање да је дуги низ деценија била под земљом, па су деца, у игри, открила крст на кубету, те је тако пронађена и откопана. Верује се да су ову цркву затрпали преци мештана Мушутишта од страха да не доживи судбину Светих Архангела, пошто је, како се верује, у њој крштен Цар Душан. Црква Светог Архангела подигнута је на старим темељима 1939. године. | Храм је спаљен и делимично срушена након доласка немачких снага КФОР-а. |
| 75.                                                                                       |                          | Споменик косовским јунацима на Газиместану             | Спомен-обележје косовским јунацима на Газиместану је рад архитекте Александра Дерока. Подигнут је 1953. на месту где се на Видовдан 28. јуна 1389. године одиграла Косовска битка. Саграђен је од вишебојног камена у облику средњовековне куле. У његовој унутрашњости, на каменим плочама, бронзаним словима исписани су стихови у којима се опевава јунаштво и погибија српских витезова. На врху споменика у бронзаном барељефу израђен је план битке и њен опис. | Спомен-обележје је оскрнављено и оштећено минирањем у присуству британских снага КФОР-а августа 1999. |
| 76.                                                                                       |                          | Црква у селу Горњи Закут                               | Храм се налазио 10 км северно од Подујева | Храм је у потпуности уништен подметањем пожара упркос патролирању британског контингента КФОР-а |
| 77.                                                                                       |                          | Црква Светог Ђорђа у Речану                            | Црква светог Ђорђа у селу Речане код Суве Реке, североисточно од Призрена | Албански терористи су у јуну 1999. године цркву прво минирали, потом дигли у ваздух и сравнили са земљом. |
| 78.                                                                                       |                          | Манастир Светих архангела (Призрен)                    | Манастир Светих Архангела је задужбина српског цара Душана Силног (краљ 1331 — 1346, цар 1346—1355), који се налази у кањону реке Бистрице недалеко од града Призрена | Након доласка снага КФОР-а, припадници ОВК су манастирску цркву спалили и опљачкали у јуну 1999. године. Осмочлано манастирско братство и данас се налази под непосредном заштитом немачких припадника КФОР-а. |
| 79.                                                                                       |                          | Црква Светог Николе у Млечанима                        | Црква Светог Николе у Млечанима која је позната у народу и као Света Петка, саграђена је на гробљу у Млечанима код Клине (наспрам Кијева) од 14. до 16. века. Цркву су изградили сељани Млечани, као колективни ктитор, у виду богомоље са припратом и једнобродним, полукружно засведеним наосом. Паром пиластара повезаних полукружним луком, између којих је стајала иконостасна преграда, наос је одвојен од олтарског простора | Након доласка снага КФОР-а, припадници ОВК цркву су опљачкали крајем лета 1999. године, а затим порушили кров и део олтара. |